# Vendela Kirsebom
Vendela Maria Kirsebom-Thommessen (Stoccolma, 12 gennaio 1967) è una modella svedese.

## Biografia
Nata a Stoccolma da madre norvegese, Ingi Kirsebom, e da padre turco, Ahmet Özkal, mai conosciuto, Vendela Kirsebom si è diplomata in una scuola steineriana e a 18 anni si è recata in Italia per intraprendere la carriera di modella.
Ha svolto numerose campagne pubblicitarie per Alma, Barbour, Diesel, Eddie Bauer, Elizabeth Arden, Garnier, L'Oréal, Liz Claiborne, Mikimoto, Rampage, Revlon, Victoria's Secret. Inoltre ha sfilato per Todd Oldham, Norah Farah e Victoria's Secret nel 1997.
È apparsa nelle copertine di Sports Illustrated Swimsuit Issue nel 1992, 1993, 1997 e 2004 e nelle riviste Flare, Elle, Vogue, Freundin Donna e Cosmopolitan. Nel 1989 è stata a New York, ingaggiata da Elizabeth Arden, per poi passare in molte altre compagnie e ottenere anche un piccolo ruolo nel film Batman & Robin.
Dal 1996 al 2007 è stata sposata con l'uomo d'affari norvegese Olaf Thommessen. Vive a Oslo insieme alle figlie Julia e Hannah. È impegnata in molte associazioni umanitarie tra cui l'UNICEF, dal 1995.

## Agenzie
- Group Model Management - Barcellona
- Munich Models
- The Fashion Model Management
- Mikas - Stoccolma
- Nova Models - Monaco di Baviera
- Ford Models - New York
- Ice Model Management - Città del Capo
- Visage MANAGEMENT - Zurigo
- TFM World - Oslo
- Cathy Quinn Models

## Filmografia

### Cinema
- Batman & Robin, regia di Joel Schumacher (1997)
- Genitori in trappola (The Parent Trap), regia di Nancy Meyers (1998)

### Televisione
- Blossom - Le avventure di una teenager (Blossom) – serie TV, episodio 2x23 (1992)
- Murphy Brown – serie TV, episodio 7x23 (1995)
- Muppets Tonight – serie TV, episodio 1x08 (1996)
- Model Behavior - Una passerella per due (Model Behavior), regia di Mark Rosman – film TV (2000)
- Romy & Michelle - Quasi ricche e famose (Romy and Michelle: In the Beginning), regia di Robin Schiff – film TV (2005)

### Doppiaggio
- Johnny Bravo – serie animata (1997)